# Mihail Botvinik
Mihail Mojsejevič Botvinik (Kuokkala, 17. kolovoza 1911. – Moskva, 5. svibnja 1995.), sovjetski i ruski šahovski velemajstor i višestruki svjetski šahovski prvak. Smatra se ocem sovjetske šahovske škole.
Jedini je šahovski prvak koji je triput osvajao taj naslov; 1948., 1958. i 1961. Krunu je konačno izgubio od Tigrana Petrosjana 1963. U tom je periodu samo dvije godine ostao bez naslova: 1957. protiv Smislova  i 1960. protiv Talja, što ga čini jednim od svjetskih prvaka s najduljom vladavinom.

## Životopis
Rođen u Kuokkali, sin zubarskog tehničara, prvi put su ga zapazili u šahovskom svijetu s 14 godina, kada je pobijedio svjetskog prvaka Capablancu u jednoj simultanci u Moskvi koja je održana 20. studenoga 1924.
Brzo je napredovao i u dvadesetoj godini, kao ruski majstor, prvi put je pobijedio na sovjetskom šahovskom šampionatu 1931. Kasnije je na državnim prvenstvima pobjeđivao 1933., 1939., 1941., 1945. i 1952. godine.
S 25 godina Botvinik se ravnopravno nosio sa svjetskom šahovskom elitom, postižući uspjehe na najjačim međunarodnim turnirima. Bio je prvi (zajedno s Flohrom) u Moskvi 1935., ispred Laskera i Capablanke, zatim prvi (zajedno s Capablankom) u Nottinghamu 1936. i treći (iza Finea i Keresa) na prestižnom turniru AVRO u Amsterdamu 1938. Godine 1941. osvojio je turnir koji mu je donio naslov "apsolutnog prvaka SSSR-a". Botvinik je pobijedio Keresa i budućeg svjetskog prvaka Smislova, kao i jake sovjetske velemajstore Isaka Boleslavskog i Andora Lilienthala.

## Svjetski prvak
Nije iznenađenje da je Botvinik, stalno napredujući, tri puta bio svjetski prvak (1948. – 57., 1958. – 60., 1961. – 63.). Njegova dugovječnost na šahovskom tronu pripisuje se njegovoj izuzetnoj posvećenosti izučavanju šaha. Pripreme prije meča i analize poslije meča bile su najjača Botvinikova strana: tehnika prije taktike i majstorstvo u završnicama ispred zamki u otvaranjima. Njegovo usvajanje i razvoj solidnih otvaranja u Nimzowitschevoj indijskoj obrani, Slavenskoj obrani i Winawerovoj Francuskoj obrani bile su rezultat pažljivih studija i zato se mogao usredotočiti na uzak repertoar otvaranja za vrijeme najvažnijih dvoboja, često vodeći meč u pažljivo odabrane varijante. Odigrao je mnogo "tajnih" trening-partija s majstorima takvog kalibra kao što su Flohr, Jurij Averbah i Vjačeslav Rogozin. Objelodanjivanje detalja ovih mečeva, mnogo godina kasnije, omogućilo je šahovskim povjesničarima, da steknu uvid u fascinantnu Botvinikovu šahovsku vladavinu.
Možda je iznenađujuće, da Botvinik nije široko prihvaćen kao jedan od najboljih šahista svih vremena. S jedne strane, njegovi uspjesi bili su zaista impresivni i treba biti upamćeno da su svi njegovi najveći rivali, mladi Keres, David Bronstein, Smislov, Mihail Talj i Tigran Petrosjan bili nezaboravni igrači. On je, također, ustanovio novi trend svojim detaljnim analizama otvaranja i načinom treninga.
S druge strane, kritičari ističu njegovo rijetko pojavljivanje na turnirima poslije Drugog svjetskog rata, dok je bio svjetski prvak, i njegove prosječne rezultate u mečevima za obranu titule – od 5 obrana izgubio je 3 meča (od Smislova 1957., Talja 1960. i Petrosjana 1963.), a u 2 je igrao neriješeno (protiv Bronštajna 1951. i Smislova 1954.). On je, međutim, dobio 2 meča kao izazivač, pobijedivši vladajuće svjetske prvake Smislova 1958. i Talja 1961.
Vlada, također, opće mišljenje da se Botvinikova igra zasnivala više na korektnoj nego na intuitivnoj ili spektakularnoj igri. Ovakvo mišljenje nastalo je zahvaljujući njegovom osornom ponašanju i naizgled hladnoj, proračunatoj ličnosti, za razliku od genijalnog Talja – iako je Fine (jedan od najjačih šahista u povijesti, koji nije osvojio titulu svjetskog prvaka) napisao da je Botvinikova zbirka najboljih partija jedna od "tri najljepše".
Tri su čimbenika doprinijela njegovim neujednačenim rezultatima. Prvo, Drugi svjetski rat izbio je upravo u vrijeme kad je Botvinik bio na vrhuncu – da rat nije prekinuo međunarodna šahovska natjecanja, Botvinik bi gotovo sigurno izazvao Aljehina u meču za svjetskog prvaka u ranim 40-im i možda bi i osvojio titulu, kao što je to uradio 1948., kada se poslije Aljehinove smrti igrao meč-turnir za titulu prvaka svijeta. Drugo, on je bio nakon Laskera jedini svjetski poznat šahist koji je imao dugu i bogatu karijeru na drugom polju – kao inženjer — za što je dobio brojna sovjetska odlikovanja, a Fine je često isticao da je Botvinik bio posvećen inženjerstvu jednako kao i šahu. Konačno, prethodni svjetski prvaci mogli su izbjegavati svoje najjače takmace, kao što bokseri teške kategorije to čine danas; Lasker je bio poznat po tome što je držao titulu koliko je dugo mogao u nekoliko prilika izbjegavajući mečeve s najozbiljnijim pretendentom, Capablancom. Kada je FIDE preuzela kontrolu nad svjetskim prvenstvima 1948., Botvinik je bio prvi šampion koji je bio prinuđen igrati s najjačim protivnicima svake 3 godine; čak i tada Botvinik je držao titulu duže od bilo kog igrača poslije njega (s izuzetkom Kasparova).

## Kasnija karijera
Pošto je posljednji put izgubio titulu od Petrosjana u Moskvi 1963., Botvinik je ostao u natjecateljskom šahu, pojavljujući se na nekoliko visokrangiranih turnira, nastavivši ostvarivati nezaboravne partije, ali ipak više nije želio učestvovati u trci za titulu. Povukao se s natjecanja 1970. u svojoj 59. godini, želeći radije posvetiti se razvoju kompjuterskih šahovskih programa i pomaganju mladim sovjetskim šahistima, zbog čega je zaslužio nadimak "Patrijarh sovjetske škole šaha". Poznati "3K": (Karpov, Kasparov i Kramnik) bili su samo trojica od mnogih budućih velemajstora koje je podučavao Botvinik. Mladi Kasparov bio je posebno blizak s Botvinikom; u njegovoj knjizi iz 2004. O mojim prethodnicima II nekoliko stranica posvećeno je sjećanjima na njegovog nekadašnjeg tutora i prijatelja. Kasparovljeve bilješke, u kojima se Botvinik pojavljuje gotovo kao očinska figura, otkrivaju Botvinikovu toplu i ljudsku stranu, za razliku od njegove hladne i stroge ličnosti, kako su je uglavnom opisivali.
Botvinikova autobiografija, Ka ostvarenju cilja, objavljena je na ruskom jeziku 1978. i prevedena na engleski jezik 1981. pod imenom Achieving the Aim. Odani komunist, Botvinik je bio uzdrman raspadom Sovjetskog Saveza i izgubio je svoje pozicije u ruskom šahu u vrijeme Jeljcinove ere. Umro je od raka 1995. godine.

## Odabrane partije
- Botvinik - Čehovjer, Moskva, 1935, Englesko otvaranje, Agincourtova obrana, Kraljev skakač (A09)
- Botvinik - Capablanca, AVRO, 1938, Nimzo-indijska obrana, Normalna linija (E40) - na prvi pogled Botvinikova igra u otvaranju nije obećavajuća, ali je on znao kako će se razviti njegov napad
- Keres - Botvinnik, Apsolutno prvenstvo SSSR-a, 1941, Nimzo-indijska obrana, Klasična, Varijacija Noa (E34) - igrajući crnim figurama, Botvinik razbija kandidata za svjetsku titulu u 22 poteza
- Toluš - Botvinik, Prvenstvo SSSR-a, 1944, Francuska obrana, Winawerova, Pozicijska varijacija (C19) - dugoročne pozicijske žrtve
- Denker - Botvinnik, SAD - SSSR, radijski meč, 1945, Poluslavenska obrana, Botvinikov sistem, (D44) - koristeći sistem nazvan po njemu, Botvinik potkopava američkog prvaka
- Botvinnik - Keres, Aljehinov memorijal, Moskva, 1966, Englesko otvaranje, Kraljeva engleska, Varijacija četiri skakača, Fianchetto linije (A29) - Botvinik pokazuje nadmoćno poznavanje zatvorenih pozicija i trenutaka kad ih treba otvoriti
- Botvinnik - Portisch, Monako, 1968, Englesko otvaranje, Kraljeva engleska, Varijacija dva skakača, Obrnuta zmajeva (A22) - vatromet počinje žrtvom kvalitete na c-liniji, taktikom o kojoj je Botvinik napisao knjigu[1]

## Vanjske poveznice
- Botvinikove partije na muljadi.org  Arhivirana inačica izvorne stranice od 8. travnja 2005. (Wayback Machine)
- 40 ključnih pozicija u njegovim partijama
- 1393 partije Mihaila Botvinika  Arhivirana inačica izvorne stranice od 20. listopada 2010. (Wayback Machine)

| Prethodnik:        | Svjetski šahovski prvak 1948 – 1957. | Nasljednik:     |
| Aleksandar Aljehin | Svjetski šahovski prvak 1948 – 1957. | Vasilij Smislov |

| Prethodnik:     | Svjetski šahovski prvak 1958 - 1960. | Nasljednik: |
| Vasilij Smislov | Svjetski šahovski prvak 1958 - 1960. | Mihail Talj |

| Prethodnik: | Svjetski šahovski prvak 1961-1963. | Nasljednik:      |
| Mihail Talj | Svjetski šahovski prvak 1961-1963. | Tigran Petrosjan |